# Pere VI d'Alexandria
Pere VI d'Alexandria va ser Patriarca Ortodox d'Alexandria en algun moment entre els segles vii i viii.
D'ell se sap que va signar les actes d'un Concili Ecumènic celebrat el 691 a Constantinoble, on després del seu nom va posar «l'indigne bisbe de la Gran Ciutat d'Alexandria». En realitat va ser, com el seu predecessor, un dels coadjutors que Venance Grumel anomena τοποτηρητής, ('topotērētēs, plural topotērētai, 'lloctinent' o literalment 'guardià del lloc') que administraven el tron patriarcal durant la conquesta musulmana d'Egipte.